# 刘亚明
刘亚明（1962年12月—），女，河北秦皇岛抚宁人，中华人民共和国外交官，曾任中华人民共和国驻札幌总领事。

## 生平
刘亚明毕业于大连外国语学院，1993年6月加入中国共产党。1985年，刘亚明进入中华人民共和国外交部工作，先后在外交部领事司、驻日本大使馆、驻福冈总领事馆任职。2011年3月，任驻日本大使馆参赞，2013年8月，职级升为副司级。2015年7月，任外交部副司级干部。2015年12月，挂职广西钦州市副市长。2016年11月，出任中华人民共和国驻长崎总领事。2020年11月，出任中华人民共和国驻札幌总领事。2023年1月，自驻札幌总领事离任。